# Patrick Johannes Kluger
Patrick Johannes Kluger (* 2. Oktober 1946 in Duisburg; † 20. Februar 2021 in Ulm) war ein deutscher Orthopäde, Paraplegiologe und Erfinder.

## Leben
Patrick Johannes Kluger wuchs in Duisburg, Moers und Kevelaer auf. Sein Vater war Chirurg. Nach dem Abitur in dem Aloisiuskolleg Bad Godesberg leistete er 1966–1968 die 18-monatige Wehrpflicht ab. Anschließend studierte er an der Rheinischen Friedrich-Wilhelms-Universität Bonn und der RWTH Aachen Humanmedizin. Seine Approbation erhielt er im August 1975. Im Juli 1978 wurde er in Aachen mit magna cum laude promoviert. Danach war er Assistenzarzt in der Psychiatrie in Viersen, in der Unfallchirurgischen Universitätsklinik Essen bei Klaus-Peter Schmit-Neuerburg und in der Orthopädischen Universitätsklinik Kiel bei Walter Blauth. Die Anerkennung als Arzt für Orthopädie erhielt er im November 1981.
Von Oktober 1982 bis Januar 1988 war er unter Hans Jürgen Gerner Erster Oberarzt und stellvertretender Abteilungsleiter des Zentrums für Rückenmarkverletzte des Werner Wicker-Schwerpunktklinikums Bad Wildungen und wechselte im Januar 1988 zu Wolfhart Puhl als Oberarzt an der Orthopädischen Universitätsklinik Ulm am RKU, wo er bis September 1999 tätig war und ein Querschnittgelähmtenzentrum auf. Er wirkte bei der Deutschsprachigen Medizinischen Gesellschaft für Paraplegiologie (DMGP) und bei der International Spinal Cord Society (ISCoS) mit großem Erfolg mit.
Von Februar 2000 bis Januar 2006 war er Consultant Surgeon im National Spinal Injuries Center im Stoke Mandeville Hospital, Aylesbury, England. In diesem weltweit ersten spezialisierten Querschnittgelähmtenzentrum baute er einen abteilungseigenen wirbelsäulenchirurgischen Dienst auf.
Kluger entwickelte zeitgleich mit Walter Dick aus Basel eine Osteosynthese der Wirbelsäule, als "Fixateur interne". Es folgten über die Jahre weitere Patente von Wirbelsäulenimplantaten und Zubehör, die zuerst über die Firma Tornier SA, Grenoble, später von Ulrich medical, Ulm weltweit vermarktet wurden. Er gilt damit als Mitbegründer der modernen Wirbelsäulenchirurgie und wurde 2018 für seine Verdienste zum Ehrenmitglied der Deutschen Wirbelsäulengesellschaft (DWG) ernannt. Auch im Ruhestand ab 2006 war Kluger bis zuletzt weiterhin als Gastoperateur und Ausbilder weltweit tätig. Von Stoke Mandeville baute Kluger seine internationalen Kontakte besonders zu dem Indian Spinal Injuries Centre in Neu-Delhi aus und wurde 2015 mit dem Lifetime Achievement Award der indischen Spinal Cord Society und 2019 als Fellow der internationalen Spinal Cord Society geehrt.
Patrick Johannes Kluger war verheiratet und hatte vier Kinder.

## Publikationen (Auswahl)
- Ein neues Zielprinzip zur axialen Ausrichtung im Röntgenstrahlgang. Der Chirurg 54 (1983), S. 427–429.
- mit Walter Dick, Friedrich Magerl, O. Wörsdorfer, G. Zäch: A new device for internal fixation of thoracolumbar and lumbar spine fracture: the fixateur intern. Paraplegia 23 (1985), S. 225–232.
- mit Hans Jürgen Gerner: Atemsuffizienz bei Querschnittlähmung, in: M. Schirmer (Hrsg.): Querschnittlähmung. Springer, Heidelberg 1986.
- mit R. Abel: Principles of management of vertebral fractures in spinal cord injury. ISCoS Textbook 2015, S. 155–165.